# مارسيلو خوسيه دا سيلفا
مارسيلو خوسيه دا سيلفا (بالبرتغالية: Marcelo José da Silva‏) هو لاعب كرة قدم برازيلي، ولد في 25 مايو 1976 في ساو باولو في البرازيل. لعب مع أتلتيكو باراناينسي وأتلتيكو براغانتينو وأتلتيكو مينيرو وسبارتاك موسكو ونادي باهيا ونادي بيروجيا ونادي سانتوس ونادي غوياس ونادي فيتوريا.

## وصلات خارجية
- مارسيلو خوسيه دا سيلفا على موقع قاعدة بيانات كرة القدم.إي يو (الإنجليزية)
- مارسيلو خوسيه دا سيلفا على موقع عالم كرة القدم.نت (الإنجليزية)